# 東急百貨店
株式会社東急百貨店（とうきゅうひゃっかてん、英: TOKYU DEPARTMENT STORE CO.,LTD.）は、東京都渋谷区道玄坂に本店を置く日本の百貨店。日本百貨店協会に加盟している。東急株式会社（旧・東京急行電鉄）の完全子会社で東急グループの一社。

## 概要
東京横浜電鉄（現在の東急及び東急電鉄）が渋谷駅で1934年に開業した関東初の電鉄系百貨店である「東横百貨店」が、日本橋の呉服店系の老舗百貨店「白木屋」と1958年に合併して現在へと至る。
渋谷駅と直結した東横百貨店（後の東急百貨店東横店東館、現在は閉店）は、大阪・梅田にある日本初の駅直結型百貨店である阪急百貨店をモデルにしており、関東における私鉄型ターミナルデパートの先駆けとして知られる。ターミナルデパートとしての性格を有する一方で、本店（現在は閉店）は渋谷駅から離れた立地で、戦後の1967年に開業した。2023年以降、再開発の影響で旗艦店である東横店と本店が一時的に閉店状態にある。
白木屋との合併は、実業家として名を馳せた横井英樹が白木屋株の買占め（M&A）を行い経営権獲得を目論んだものの難航し、五島慶太総帥率いる東急側に持株分を譲渡し白木屋が傘下に入った経緯による。合併の際、白木屋を存続会社としたため法人格は白木屋のものが生きており、設立年も1919年と、東急電鉄（1922年）より早い。日本の百貨店は呉服店系と鉄道系に大別されるが、現在の東急百貨店は鉄道系であると同時に、白木屋との合併により呉服店系の伝統も受け継いだ。その白木屋の流れを直接汲み、都心の主力店舗の一つだった日本橋店は、売上不振のため、1999年に336年の歴史に幕を下ろし閉店。東急不動産と三井不動産による跡地と周辺の一体再開発により、2004年に賃貸オフィスと商業テナント「コレド日本橋」を複合した日本橋一丁目ビルディングが竣工・開業している。東急グループの名残として東急ストアによる食料品スーパー「プレッセ」が出店していたが、それも2014年に閉店した。
連結売上高は2,700億円以上になり、売上高営業利益率は1.94 %である（2009年1月期）。旗艦店の一つである渋谷本店の売上高は1,243億円（2008年度）で、店舗別の売上高では全国8位だが、主に中高年層をターゲットとしている百貨店業界において、若者の街である渋谷では、慢性的な売上不振が続いているといわれている。決算後などにメディアで報じられる本店の売上高は、本店、東横店、法人外商事業部、通信販売事業部の売上高を合わせて、「本店の売上高」として発表しており、本店単体の売上高は非公開だった。また、子会社で総合スーパーの「東急バラエティストア」（2007年撤退）、百貨店（たまプラーザ店、青葉台店、日吉店、港北店）を出店し、多摩田園都市の流通分野の中核を担っていた。2020年には主力店舗であった東横店が渋谷駅周辺の大規模再開発の影響で閉店、2023年には同様に再開発のため本店が閉店した。2012年に、東急文化会館跡地の再開発ビルである渋谷ヒカリエへの新店舗「ShinQs」をオープンした。
スローガンは「上質な日々、ごいっしょに。」TOKYUポイント加盟店。

## 沿革

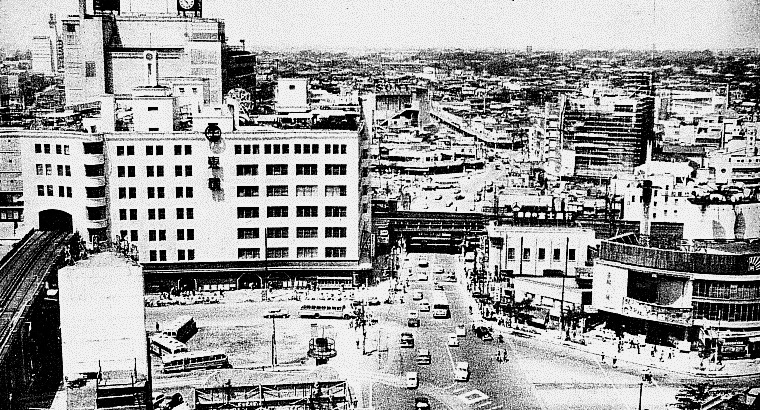
1950年代の渋谷・東急百貨店

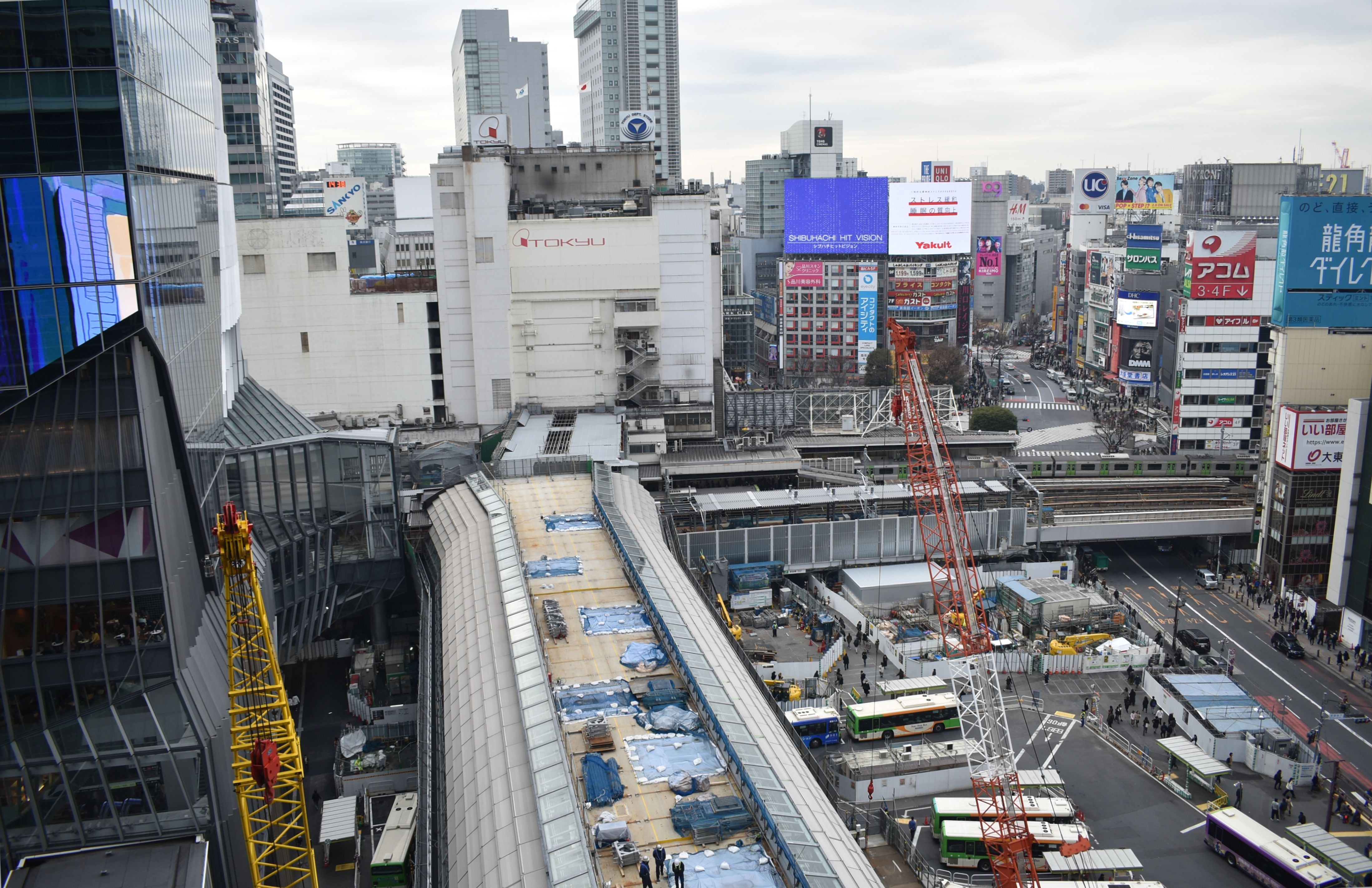
2020年の東急百貨店東横店（2020年1月22日撮影）

- 1662年（寛文2年）8月24日 - 「白木屋」を創業。
- 1919年（大正8年）3月7日 - 「株式会社白木屋呉服店」として設立。
- 1932年（昭和7年） - 東京横浜電鉄（現在の東急）、百貨店を設置のための市場調査開始。
- 1933年（昭和8年） - 東京横浜電鉄内に「百貨店部」設置。
- 1934年（昭和9年）11月1日 - 渋谷駅東口に地上7階地下1階の東横百貨店（東館）開業。
- 1937年（昭和12年）12月 - 東京横浜電鉄子会社として「東横興業」設立。
- 1938年（昭和13年）12月 - 「玉電ビル」が4階建で完成（後の西館）。
- 1948年（昭和23年）5月1日 - 東横興業が東京急行電鉄より百貨店事業を譲受、「株式会社東横百貨店」を設立。
- 1949年（昭和24年）5月16日 - 東京証券取引所に株式を上場。
- 1950年（昭和25年）
  - 10月 - 渋谷・東横百貨店ビルの全館が売り場として復旧
  - ※1944年以降、建物疎開を受けて取り壊された東京急行電鉄の本社事務所が同館3階以上に移転し、更に1946年1月以降は3・4階が東横映画の映画館として転用されていた。
  - 12月8日 - 池袋駅西口の日本停車場ビルを借り受け、「池袋店」を開店。
- 1951年（昭和26年）
  - 5月 - 屋上遊園の1つとして渋谷店（東館）の屋上と玉電ビルの屋上96メートルを結ぶロープウェイ「空中電車ひばり号[6]」が開通。
※ただし、子供専用の12人乗りで[6]、玉電ビルでは乗降できず折り返すのみだった。
  - 10月27日 - 日本初の「名店街」として、渋谷店（東館）1階に「株式会社東横のれん街」を開設。
- 1952年（昭和27年） - 渋谷店に日本国内初の「冷凍食品売り場」を開設。
- 1953年（昭和28年）8月 - 玉電ビルの増改築工事にともない、「ひばり号」を廃止[6]。
- 1954年（昭和29年）11月15日 - 玉電ビルの増改築（11階建て）工事が完成、「東急会館」に改称。東横百貨店西館となる。
- 1956年（昭和31年）10月10日 - 東横百貨店より「東横興業株式会社」（現在の東急ストア）が分社。
- 1958年（昭和33年）
  - 8月1日 - 「株式会社白木屋」が株式会社東横百貨店を株式比率1:1で吸収合併し商号を「株式会社東横」に変更。店名は従来通り日本橋店を「白木屋」、渋谷店、池袋店を「東横百貨店」と名乗る。
  - 9月 - 渋谷店にグッドデザインコーナー「東横エブリディ・デザイン」開設。
  - 11月10日 - 「丸善銀座屋」創業。
- 1961年（昭和36年）2月 - 丸善銀座屋が「ながの丸善」に商号を変更。
- 1964年（昭和39年）
  - 6月1日 - 池袋店を東武百貨店に売却。
  - 6月 - 「株式会社フードマート」（後の東急バラエティストア）設立。
  - 6月 - 渋谷店の「東横のれん街」を増床。
- 1966年（昭和41年）12月 - ながの丸善と業務提携。
- 1967年（昭和42年）
  - 5月 - 「株式会社ホームマート」設立。
  - 9月22日 - 「株式会社東急百貨店」に商号変更し、渋谷の店舗を「東急百貨店東横店」、白木屋を「東急百貨店日本橋店」に改称。
- 1967年（昭和42年）
  - 10月1日 - CI戦略、新コミュニケーションシンボル（2代目）を導入。
  - 11月1日 - 「渋谷・本店」開店。
- 1969年（昭和44年）12月5日 - 東横店が火災。閉店後に地下2階のボイラー室から出火したもので、地上2階へもダクトを通じて飛び火した[7]。
- 1970年（昭和45年）
  - 9月 - ながの丸善が「株式会社ながの東急百貨店」に商号変更する。
  - 10月 - 五線紙と音符でモナリザを描いた、斬新なデザインの包装紙が登場し話題になる。
  - 10月1日 - 「渋谷駅西口駅ビル」が竣工し、3階〜8階が東横店南館となる。
  - 11月 - ながの東急百貨店が増床リニューアル。
- 1971年（昭和46年）6月 - フードマートがホームマート、東横のれん街を合併。
- 1972年（昭和47年）
  - 1月 - 「株式会社さっぽろ東急百貨店」設立。
  - 10月 - フードマートを「株式会社東急フードセンター」に商号変更。
- 1973年（昭和48年）
  - 通信販売事業の開始。
  - シロキヤ・インコーポレイテッドによるマウイ店開店（「カアフマヌ・センター」内）。
  - 5月 - 新コミュニケーションシンボル（3代目）を導入。東急グループ統一マーク。
  - 10月5日 - 初の地方出店店舗となるさっぽろ東急百貨店開店。
- 1974年（昭和49年）6月20日 - 「吉祥寺店」開店。
- 1975年（昭和50年）11月 - ながの東急百貨店増床リニューアルオープン。
- 1976年（昭和51年）12月 - 東急フードセンターを「株式会社東急バラエティーストア」に商号変更。
- 1977年（昭和52年）8月 - 百貨店業界では初めて「米貨建転換社債」を発行（総額1,500万ドル）。
- 1978年（昭和53年）8月 - さっぽろ東急百貨店を合併。
- 1980年（昭和55年）
  - 3月 - 「株式会社まちだ東急百貨店」設立。
  - 10月25日 - まちだ東急百貨店開店（本館+スポーツ館）。
- 1981年（昭和56年）
  - シロキヤ・インコーポレイテッドによるパールリッジ店開店（「パールリッジセンター」内）
  - 6月26日 - 「株式会社きたみ東急百貨店」設立。
  - 10月29日 - 「株式会社たまプラーザ東急百貨店」設立。
- 1982年（昭和57年）
  - 6月1日 - 「香港東急百貨有限公司」開業。
  - 6月 - 渋谷の商業再開発における東急の戦略を確立するため、渋谷商業開発のマスタープラン「渋谷計画1985」の作成を日本都市総合研究所に依頼。
  - 8月23日 - 「きたみ東急百貨店」開店。
  - 10月2日 - 「たまプラーザ東急百貨店、たまプラーザ東急SC.」開店。
- 1983年（昭和58年）11月3日 - 「こもろ東急百貨店」開店。
- 1984年（昭和59年）
  - 4月11日 - 「渋谷計画1985」を基に東急百貨店内に「文化事業開発室」を創設。
  - 9月 - 本店全館リニューアルオープン。
- 1985年（昭和60年）
  - 7月 - 百貨店業界初の「ユーロドル建ワラント債」を発行（総額5,000万ドル）。
  - 8月 - タイのバンコクにマーブンクロン店開店。
  - 9月27日 - 吉祥寺店に立体駐車場「東急パーキングビル」（現在の@Park吉祥寺）オープン
  - 12月 - たまプラーザ東急百貨店が東急バラエティーストアを合併し、「株式会社西南東急百貨店」に商号変更。
  - 12月 - 国内初の「分離型ワラント債」を発行（総額80億円）。
- 1986年（昭和61年）11月 - ながの東急百貨店が「新館シェルシェ」新築、本館増床リニューアル。
- 1987年（昭和62年）10月8日 - シンガポール店開店。
- 1988年（昭和63年）
  - 9月 - 香港セントラル地区の竜子行ビルと百貨店の竜子行（ドラゴンシード社）11店の商業権を買収。
  - 11月16日 - Bunkamuraの管理・運営を目的として、「株式会社東急文化村」設立。
- 1989年（平成元年）
  - 「渋谷の玄関口として象徴性にあふれ、清潔感ある雰囲気」というテーマのもと、東横店リニューアルオープン。
  - 「正統派であり、分かり易く、楽しい店」というテーマのもと、本店全館リニューアルオープン。
  - 7月 - CI戦略、新コミュニケーションシンボル（4代目）を導入。
  - 8月 - まちだ東急百貨店を吸収合併。
  - 9月3日 - 本店に隣接して、日本国内初の大型の複合文化施設「Bunkamura」がオープン。
- 1990年（平成2年）
  - 8月 - 本店地下1階食料品売り場増床オープン。
  - 10月 - 東横店別館「123」開店。
  - 11月 - 「ながの東急ライフ」開店。
- 1991年（平成3年）8月 - ながの東急百貨店が株式を店頭公開（後のジャスダック証券取引所）。
- 1992年（平成4年）
  - 2月 - 日本橋店別館「東急クロワゼ」開店。
  - 10月 - 町田店新館オープン。
- 1993年（平成5年）
  - 4月24日 - 西南東急「青葉台東急百貨店」開店。
  - 11月 - ラチャダ店開店。（ラチャダースクエア）
- 1994年（平成6年）6月 - TOKYU SCENE（シンガポール）開店。
- 1995年（平成7年）
  - 9月 - 本店の神南分店にコンビニエンスストア「毎日屋」開店。
  - 11月1日 - 日吉東急百貨店開店。
  - デパートでの「将棋まつり」の開催により、日本将棋連盟から第2回大山康晴賞を受賞した。
- 1996年（平成8年）2月 - 本店・別館「クロワゼしぶや」開店。
- 1997年（平成9年）
  - 2月 - 「株式会社よこはま東急百貨店」設立。
  - 9月5日 - よこはま東急百貨店「クイーンズイースト」（現・みなとみらい東急スクエア）開店。
  - 9月 - おかや東急百貨店開店。
  - 11月 - たまプラーザ東急SC.を東急マーチャンダイジングアンドマネージメントへ委託。
- 1998年（平成10年）
  - 4月25日 - 港北東急百貨店、港北東急SC.開店。
  - 11月 - タイに「株式会社バンコク東急百貨店」設立。
  - 12月〜1999年（平成11年）3月 - 事業再編成の一環として海外3店舗（香港、シンガポール、バンコク・ラチャダ店）を閉店。

- 1999年（平成11年）
  - 1月31日 - 日本橋店を閉店。
  - 3月 - 香港東急百貨閉店

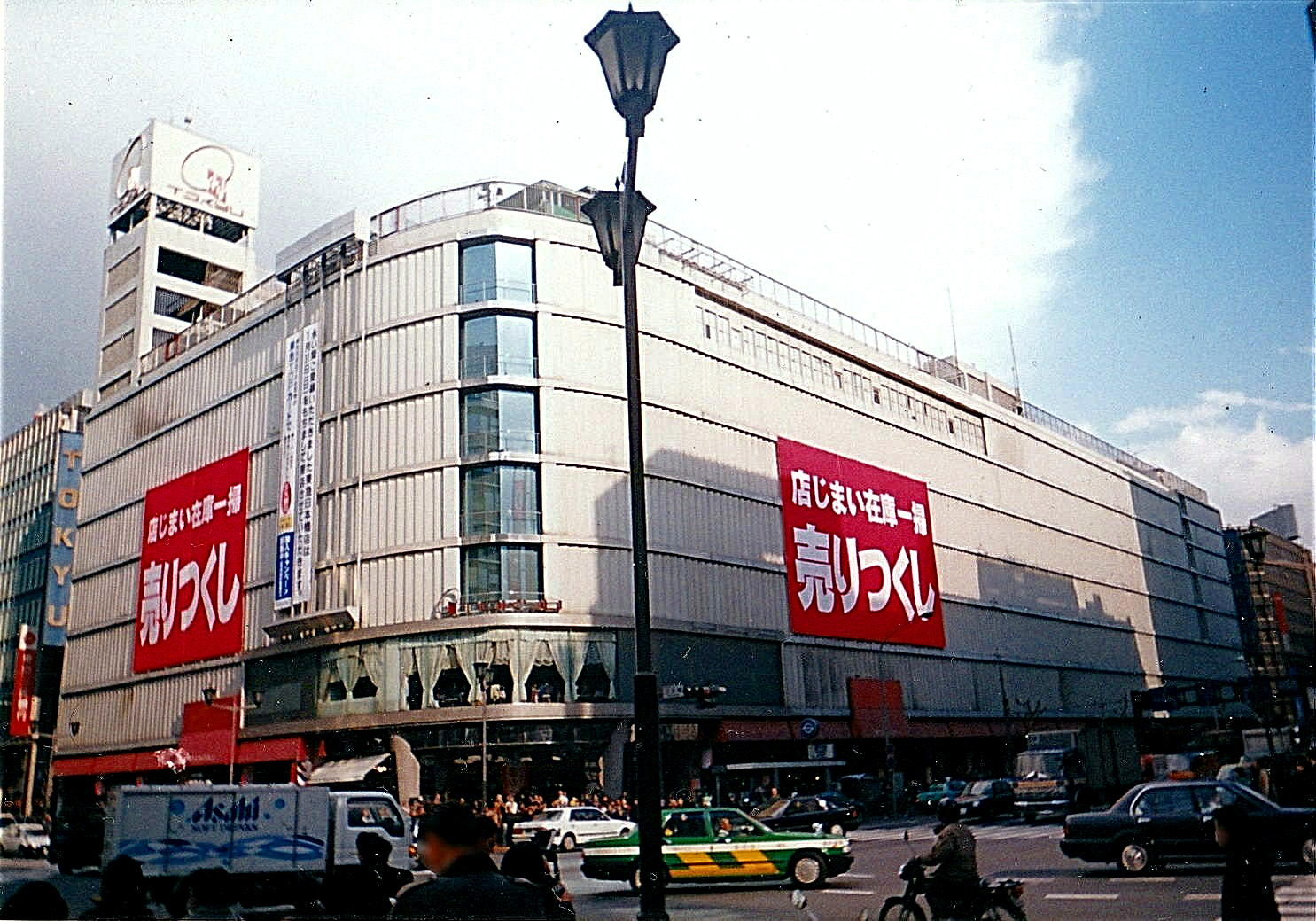
閉店セール中の日本橋店（1999年1月）

  - 東急百貨店のポイントサービスとして「Club Q-Point（クラブキューポイント）」を開始。
- 2000年（平成12年）
  - 1月 - ながの東急ライフを「株式会社北長野ショッピングセンター」に移管（「株式会社ながの東急ライフ」解散）。
  - 3月24日 - 自社でシステムを構築・運営するショッピングサイト「e109（イーイチマルキュウ）」を開始。
  - 4月7日 - 東横店西館・南館の地下1階に「TOKYU Food Show（東急フードショー）」オープン。
  - 6月 - 西南東急百貨店が、日吉東急百貨店、港北東急百貨店を吸収合併し、「株式会社あおば東急百貨店」に商号変更。
  - 9月 - 「山の手の洗練」をコンセプトに東横店全館リニューアルオープン。
- 2001年（平成13年）
  - 3月 - シロキヤ・マウイ店を閉店。
  - 3月1日 - 吉祥寺店全館リニューアルオープン。
  - 3月30日 - シロキヤ・インコーポレイテッドを売却。
  - 5月 - シロキヤ・パールリッジ店を閉店。
  - 9月 - 町田店全館リニューアルオープン。新館を専門店ビル「TOKYU まちだ and YOU」に業態変更。
  - 9月 - クイーンズイーストを専門店ビルに業態変更する。
  - 9月20日 - さっぽろ店の食品売場がリニューアルされ「東急フードショー」となる。
  - 10月 - ながの東急百貨店の食品売場がリニューアルされ「東急フードショー」となる。
- 2002年（平成14年）
  - 3月 - さっぽろ店全館リニューアルオープン。
  - 3月1日 - 本店全館リニューアルオープン。地下1階食品売場にデパ地下初出店として、高級食品スーパーマーケットの「紀ノ国屋渋谷店」が出店。
  - 3月10日 - 本店別館「クロワゼしぶや」を閉店。
  - 4月30日 - おかや東急百貨店、こもろ東急百貨店を閉店。
- 2003年（平成15年）
  - 2月1日 - 本店が8階レストランフロアを除く全フロアで、営業時間を2時間短縮する。
  - 10月2日 - 東横店東館「東横のれん街」リニューアルオープン。
- 2004年（平成16年）
  - 2月1日 - 株式会社あおば東急百貨店を吸収合併。
  - 日吉店を専門店ビルに業態変更し、「日吉東急（現:日吉東急avenue）」とする。
  - 6月1日 - 株式会社よこはま東急百貨店を「株式会社クイーンズイースト」に商号変更する。
  - 9月10日 - ながの東急百貨店が本館2・3・4階の「婦人・紳士のフロア」をリニューアルオープン。
  - 9月27日 - 東京急行電鉄が株式交換により東急百貨店を完全子会社化することを発表。
  - 12月 - ながの東急百貨店がジャスダックへ株式上場。
- 2005年（平成17年）
  - 4月1日 - 株式公開買付けおよび株式交換により東京急行電鉄の完全子会社となり、上場廃止。
  - 9月 - 本店で「ゲストソリューションズ」サービスを開始。
- 2006年（平成18年）3月17日 - 港北店を専門店ビルに業態変更し、「港北東急」として食品売場のみ営業継続（2011年1月16日閉店）。
- 2007年（平成19年）
  - 1月26日 - 東急バラエティストア市が尾店を閉店。東急バラエティストア市が尾店の営業権を東急ストアへ譲渡し、総合スーパー事業から撤退。同店は2月22日より「市が尾東急ストア」として営業を開始。
  - 3月1日 - 東横店東館の化粧品売場をリニューアルオープン。
  - 3月27日 - 伊勢丹と包括的な業務提携を行うことに東京急行電鉄を含む3者で合意し締結する。
  - 7月31日 - 町田店が業態変更のため、百貨店としての営業を終了。
  - 9月6日 - 東横店東館4階の婦人靴売場をリニューアルオープン。
  - 10月5日 - 町田店を専門店ビルに改装し、隣接する専門店ビルの「TOKYU まちだ and YOU」とあわせて、ショッピングセンター「町田東急ツインズ」とする。
  - 10月31日 - きたみ東急百貨店が閉店。
- 2008年（平成20年）
  - 2月28日 - 東横店東館1・2階「アーバン コスメティックス」（化粧品売場）、東館3階服飾小物売場をリニューアルオープン。
  - 3月18日 - 本店地下1階食料品売り場の和洋酒売場をリニューアルオープン。
  - 3月27日 - 渋谷駅東口の東急文化会館跡地に2012年春、東急百貨店の新店を開業することを発表。
  - 4月24日 - さっぽろ店10階のレストラン街をリニューアルオープン。
  - 9月25日 - 東横店西館の「アーバンファッション街区」（婦人服・雑貨売場）リニューアルオープン。
  - 10月 - ショッピングサイト「e109」をリニューアルし「東急百貨店ネットショッピング」に名称変更。
- 2009年（平成21年）
  - 2月25日 - カタログ通信販売の「東急百貨店通信販売 快適.Net」を終了。
  - 4月1日 - 本店が8階レストランフロアを除く全フロアで、営業時間を1時間延長する。
  - 8月27日 - さっぽろ店1階化粧品売場をリニューアルオープン。
  - 9月17日 - 本店5階に女性に特化したパーソナルスポーツ限定の自主編成売場「ウエルネスステージ」を新設。
- 2010年（平成22年） 3月4日 - 吉祥寺店全館リニューアルオープン。

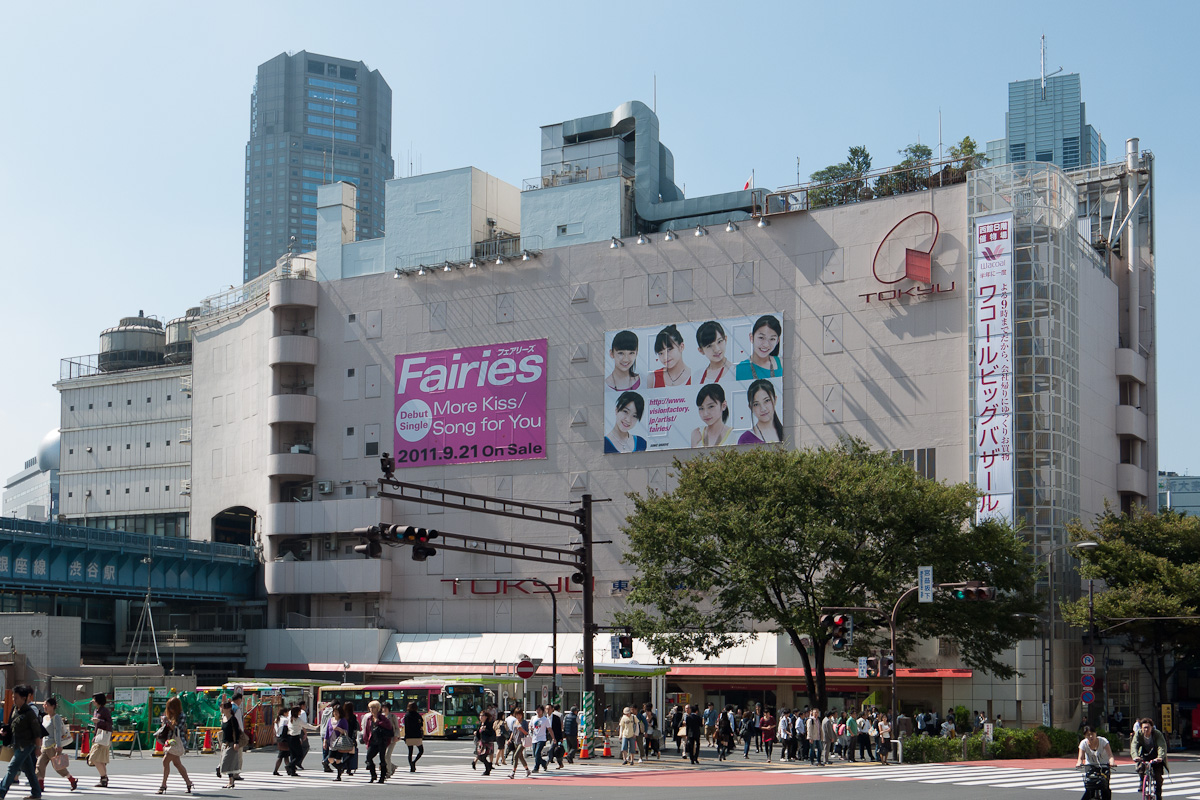
東横店東館（2013年3月閉館）

- 2011年（平成23年）3月19日 - 二子玉川再開発地区二子玉川ライズ商業施設内に、東急ストアと共同で食品売場をオープン。
  - （同2011年3月開業の二子玉川dogwood plazaは、高島屋系東神開発による運営）
- 2012年（平成24年）4月26日 - 渋谷ヒカリエ内に商業施設「ShinQs（シンクス）」をオープン。
- 2013年（平成25年）
  - 3月31日 - 再開発により東横店東館（含：東横のれん街）を閉店。
  - 4月2日 - 食料品に特化した店舗として、「TOKYU Food Show Slice」を武蔵小杉駅駅ビルの「武蔵小杉東急スクエア」内にオープン。
  - 4月4日 - 前述の東横店東館で長年営業していた「東横のれん街」を、渋谷マークシティEAST MALL地下1階に移転[8]。
  - 6月19日 - バンコク東急百貨店、パラダイスパーク店開店（2019年1月閉店[9]）[10][11]。
- 2016年（平成28年）5月27日 - 7月中旬、札幌店の地下1階食品売り場、及び屋上の室内遊び場をリニューアルすることを発表[12]。屋上のリニューアルは、1973年の開店以来初である[12]。
- 2017年（平成29年）4月 - 札幌店に「さっぽろ駅前保育園」オープン。
- 2020年（令和2年）3月31日 - 東横店を閉店[13]。
- 2021年（令和3年）
  - 1月31日 - タイの首都バンコクの店舗を閉鎖（日本国外から完全撤退）[14]。
  - 5月28日 - 東急へながの東急百貨店の保有全株式を譲渡[15]。
- 2023年（令和5年）1月31日 - 東急百貨店本店が閉店[16]。

## 店舗

### 渋谷地区
本店と東横店は見かけ上独立したものとなっているが、売上高は合算（外商、通販含む）のみで、内訳を公表していなかった。
渋谷ヒカリエ シンクス（旧東横店の店舗機能を移転開業したもの）
- 2012年4月開店。16,000 m2
- 地下2・3階では2020年5月25日より東横のれん街が営業している。
  - 東横のれん街は、最初1951年10月27日に日本初の「名店街」（テナント集積型食料品フロア）として、東横店東館1階に15店（泉屋東京店、入船堂、榮太樓總本鋪、小倉屋山本、菊廼舎、玉英堂、コロンバン、志乃多寿司、清月堂、玉木屋、ちとせ、梅林堂、花園万頭、味の浜藤、麻布文明堂、諸国銘菓）の出店で開設された。東横店東館閉館に伴い2013年4月4日に渋谷マークシティEAST MALL地下1階へ、更に2020年5月25日には現在地である渋谷ヒカリエ内へと移転している。

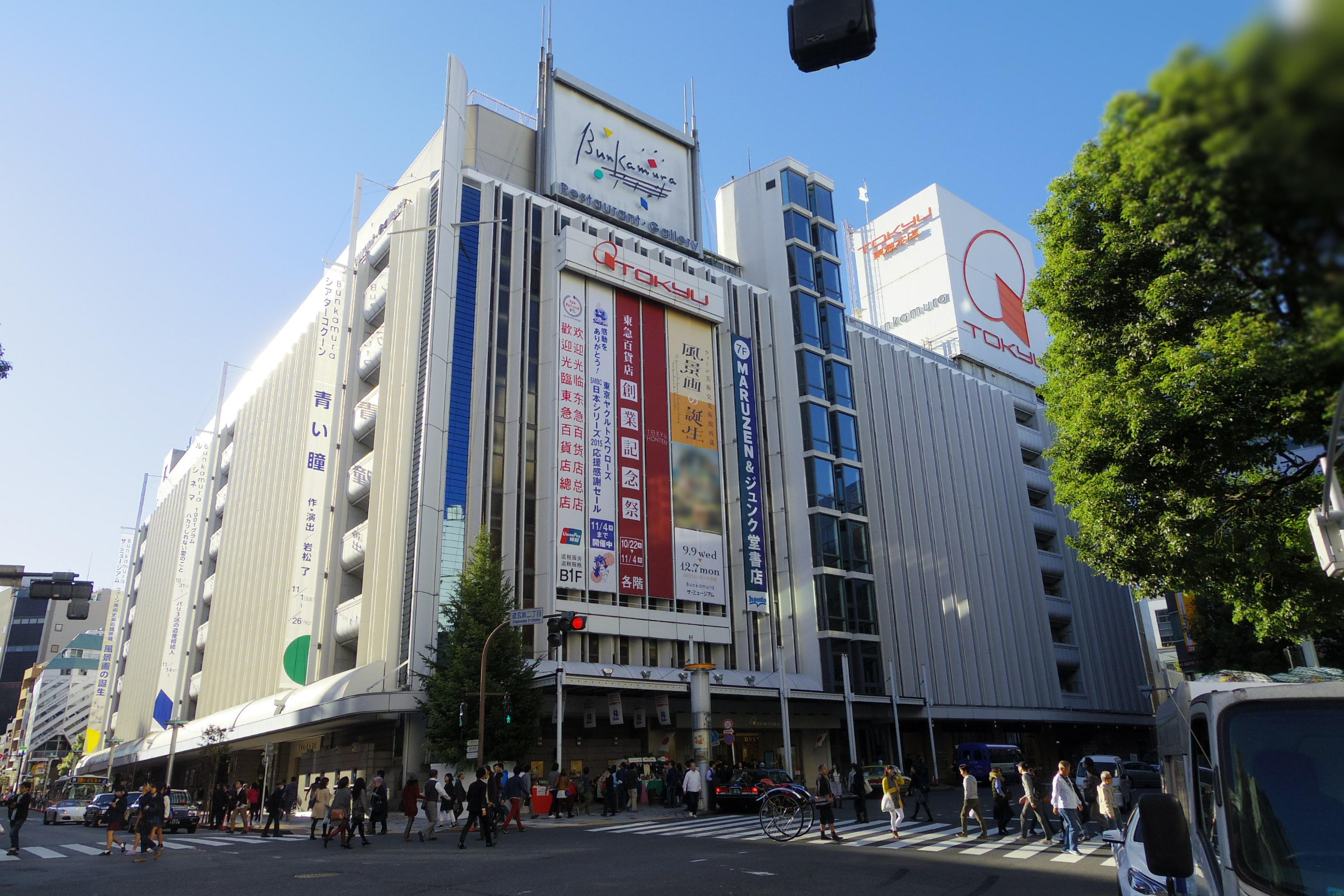
本店
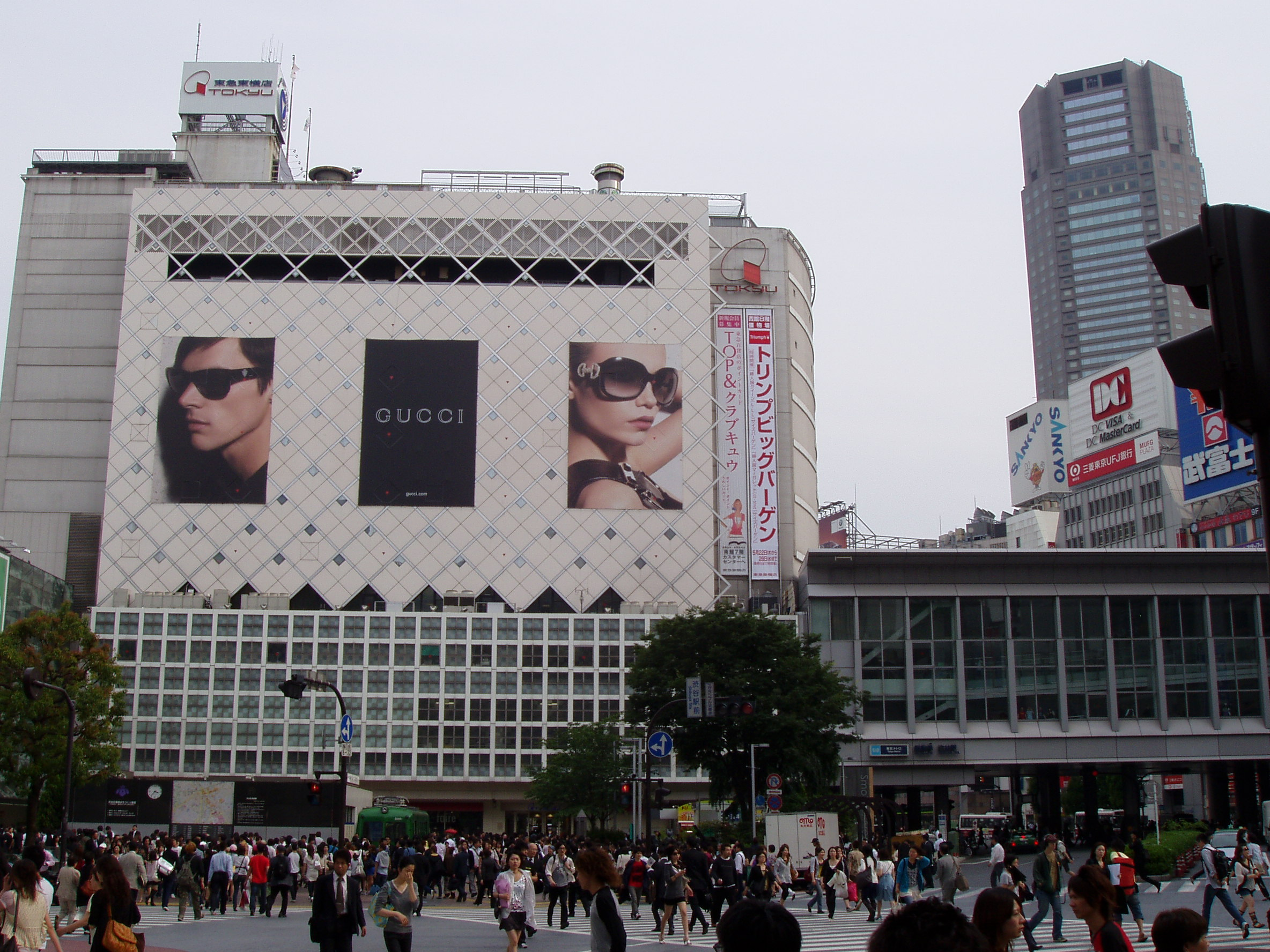
東横店西館
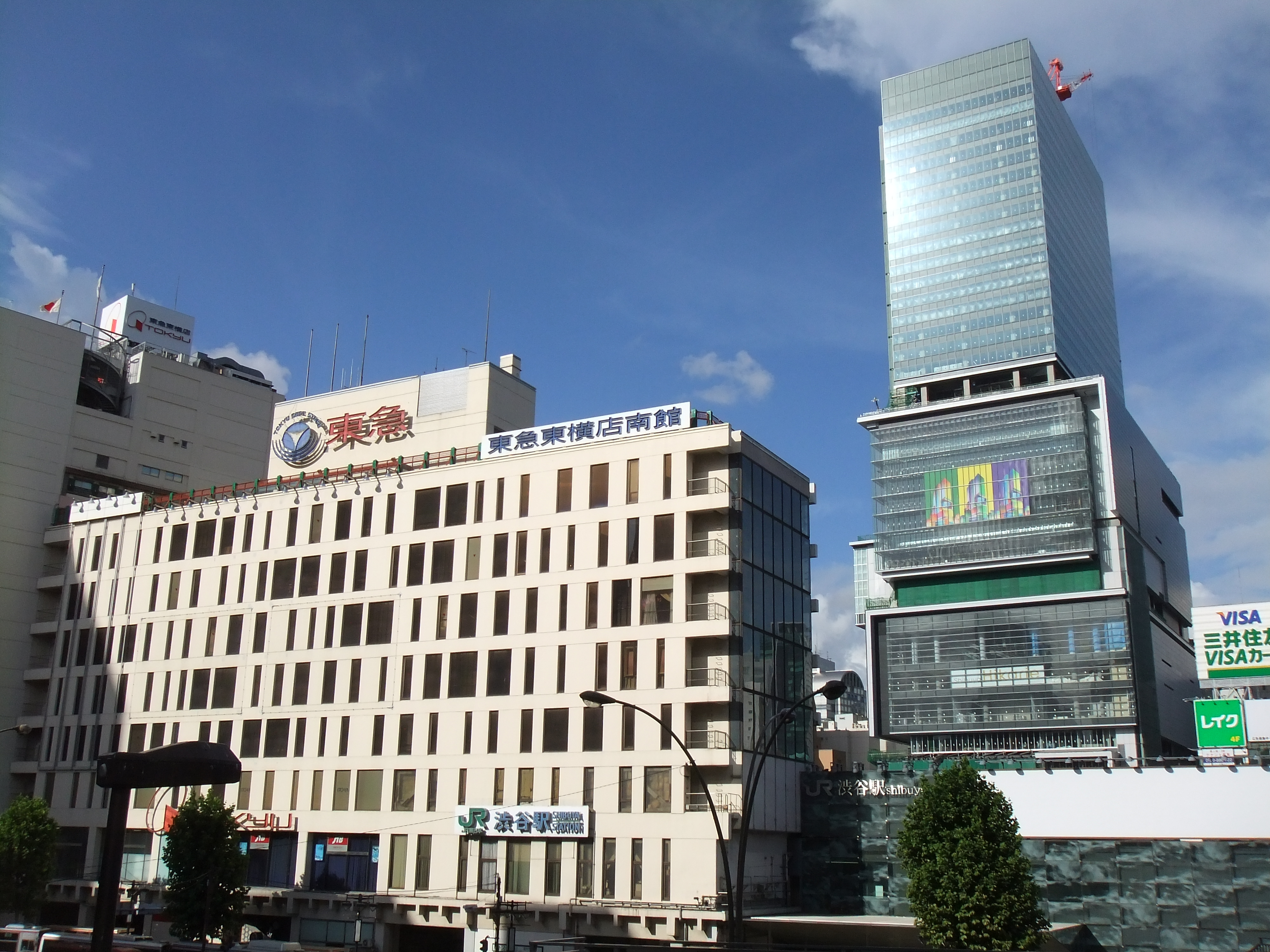
東横店南館と渋谷ヒカリエ

渋谷 東急フードショー（旧東横店の地下食品フロアを移転拡張したもの）
- しぶちか地下1階のエリアと後に拡張した渋谷マークシティ1階・地下1階のエリアに分かれている[17]。

THE WINE by TOKYU DEPARTMENT STORE（旧本店のワイン売り場を移転したもの）
- 旧本店から北に程近いオクシブビル1階に開店。単なる販売機能のほか、テイスティングカウンターや有料試飲ワインサーバーを有している[18][19]。

### 支店
吉祥寺店
- 武蔵野市吉祥寺本町2-3-1：吉祥寺駅北口、地上9階地下3階・売場面積31,731 m2。1974年6月開店。
- 東京都内のデパート屋上に現役で遊園地があるのは、当店のほかは東武百貨店池袋店のみ。

たまプラーザ店
- 横浜市青葉区美しが丘1-7：地上5階地下3階、売場面積24,835 m2。
- 1982年10月「株式会社たまプラーザ東急百貨店」として開業。再編により隣接支店と合併を繰り返し2004年本体に吸収合併。

さっぽろ店
- 札幌市中央区北4条西2丁目：地上10階、地下3階、売場面積30,084 m2。
- 1973年10月「株式会社さっぽろ東急百貨店」として開業。1978年8月本体に吸収合併。
- 新千歳空港ターミナルビルに売店を出店している。なお、新千歳空港には同じ東急グループのじょうてつも売店を出店している。

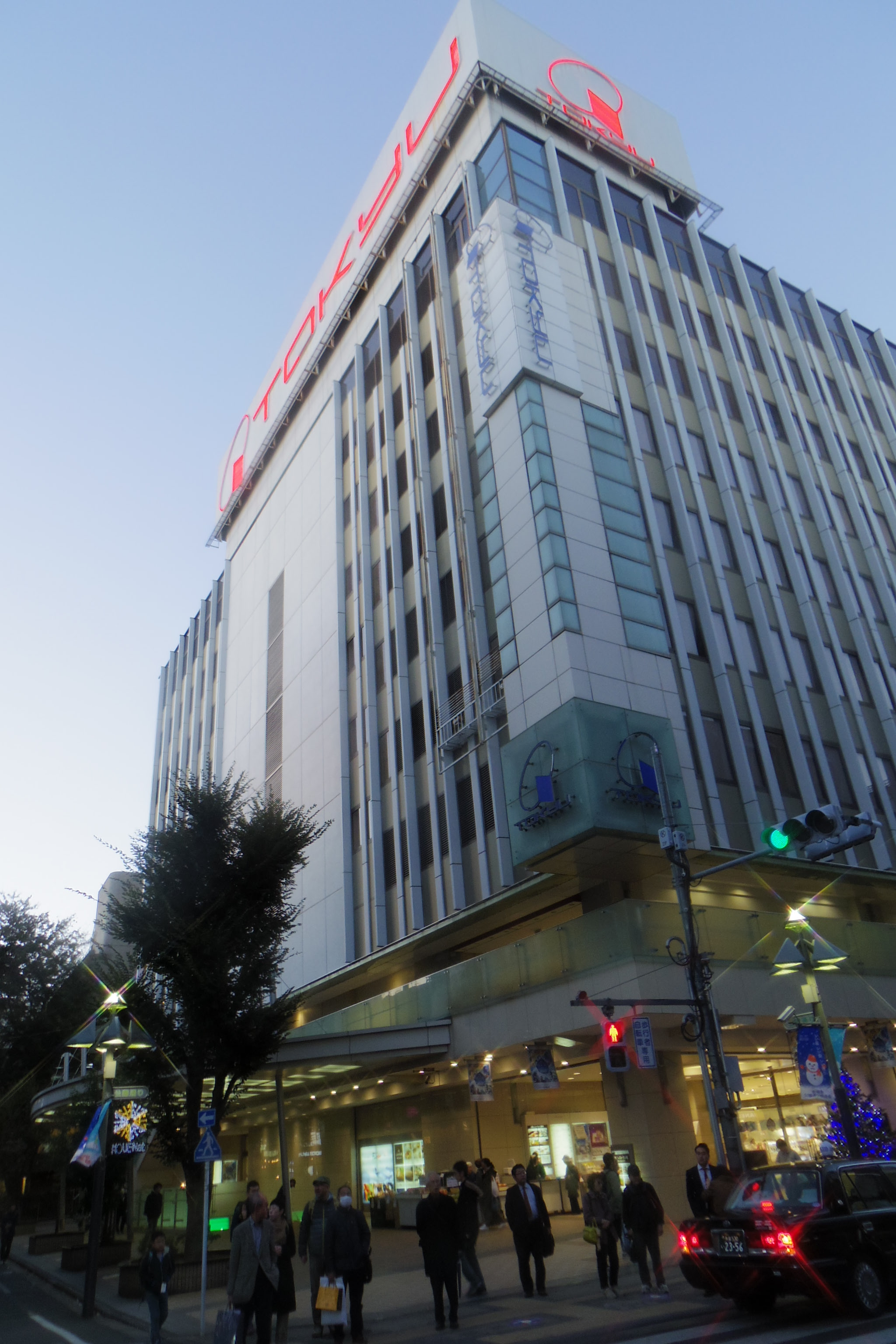
吉祥寺店
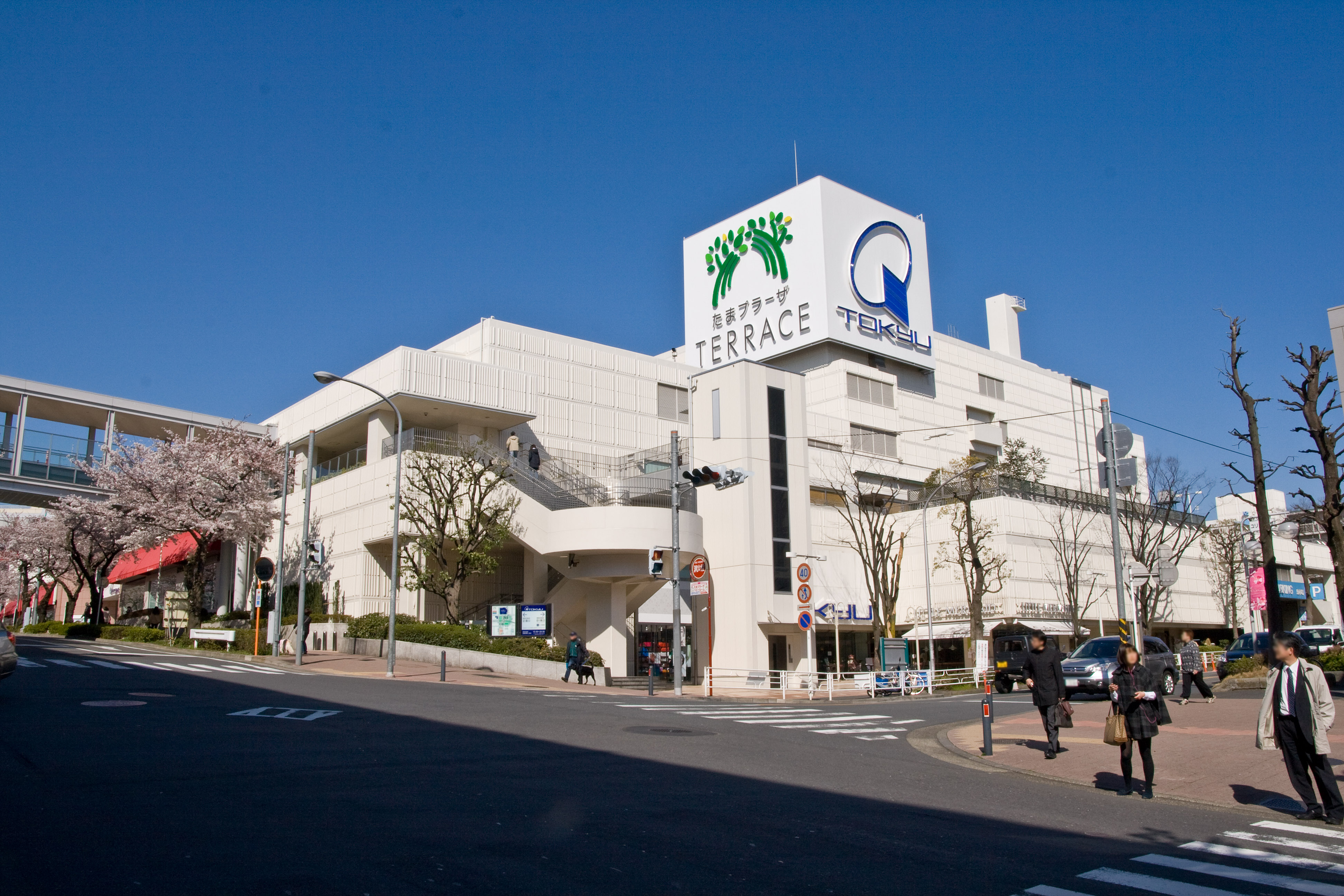
たまプラーザ店（たまプラーザテラス）
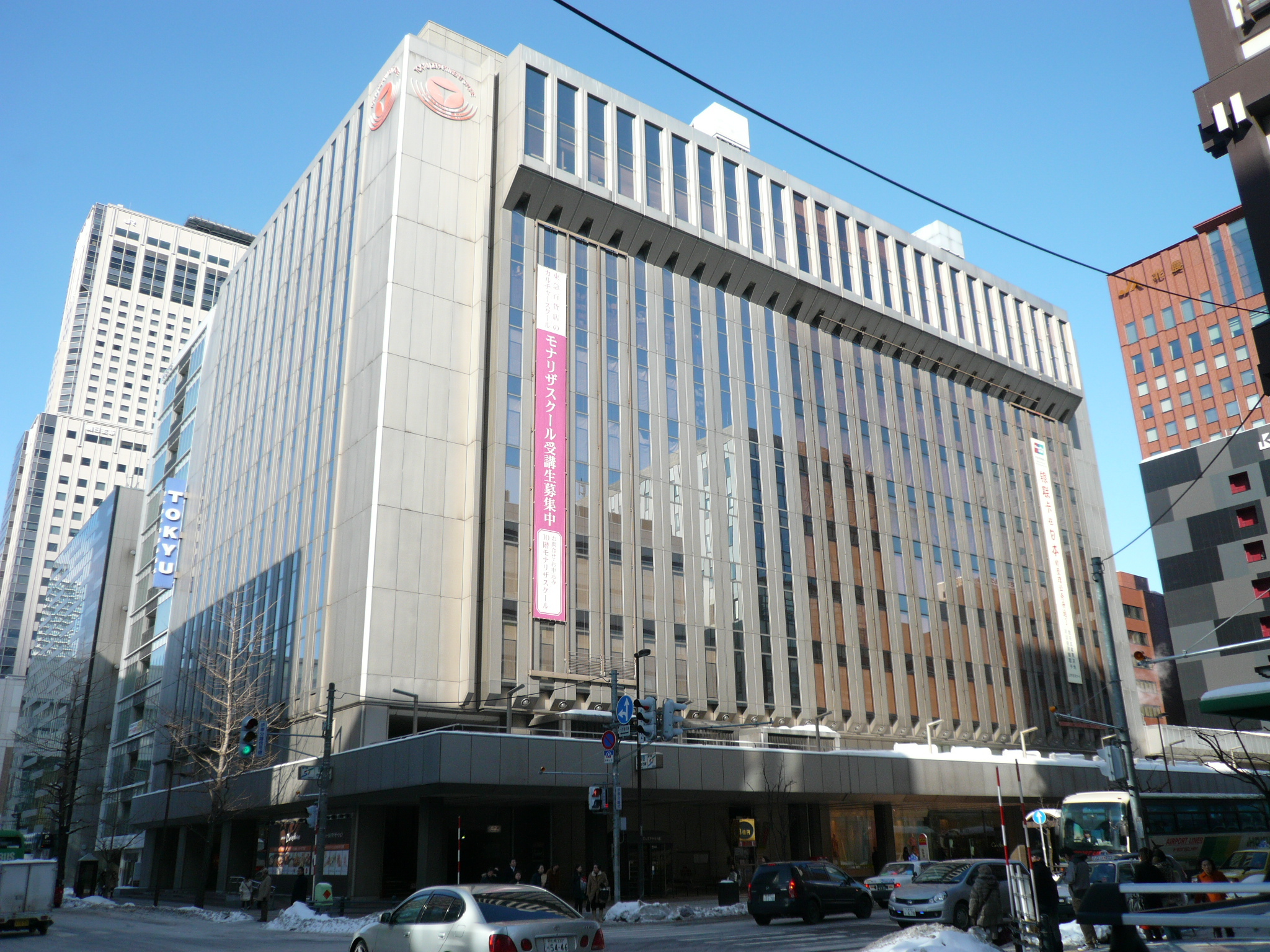
さっぽろ店

### 郊外型ショッピングセンター
バブル崩壊後、赤字脱却を目指して郊外の支店の直営売り場を廃止、家賃収入を得られるよう専門店ビル化した。また、食料品は日銭が入るので、食料品売り場だけに特化した展開にシフトしている。
町田東急ツインズ（旧東急百貨店町田店）
- 町田市原町田6-4-1：売場面積31,952 m2。
- 1980年10月「株式会社まちだ東急百貨店」による「まちだ東急百貨店」として開業。1989年8月吸収合併し「東急百貨店まちだ店」に改称。2007年10月業態転換。

日吉東急アヴェニュー（旧東急百貨店日吉店）
- 横浜市港北区日吉2-1-1：売場面積13,967 m2。
- 1995年11月「株式会社日吉東急百貨店」として開業。2004年業態転換。

二子玉川 東急フードショー
- 世田谷区玉川2-21-1 二子玉川ライズショッピングセンター地下1階、売場面積6,000 m2。
- 地階の食品売場を名店街形式で運営で、東急ストア隣接。2011年3月17日開業。

青葉台 東急フードショー（旧東急百貨店横浜青葉台店）
- 横浜市青葉区青葉台2-1-1 青葉台東急スクエア South-1 本館、地下1階売場面積3,163 m2。
- 1992年4月に西南開発株式会社が青葉台リクレを、次いで1993年4月に西南東急百貨店が青葉台東急百貨店開業する。2000年6月に西南東急百貨店が、日吉東急百貨店・港北東急百貨店を合併し「株式会社あおば東急百貨店」 に商号変更。2004年2月吸収合併。青葉台東急スクエアは東急モールズデベロップメント (TMD) が運営するネイバーフッド型ショッピングセンター・ビル群。百貨店としてはSouth-1地階食料品売り場のみ名店街形式で運営。2000年11月改称。同スクエアには東急ストアは出店しておらず、スーパーはNorth-3の2階に富士ガーデンが入居。

武蔵小杉東急フードショースライス
- 川崎市中原区小杉町3-472：武蔵小杉東急スクエア1・2F
- 食品売場に特化した業態として、2013年4月2日開業。

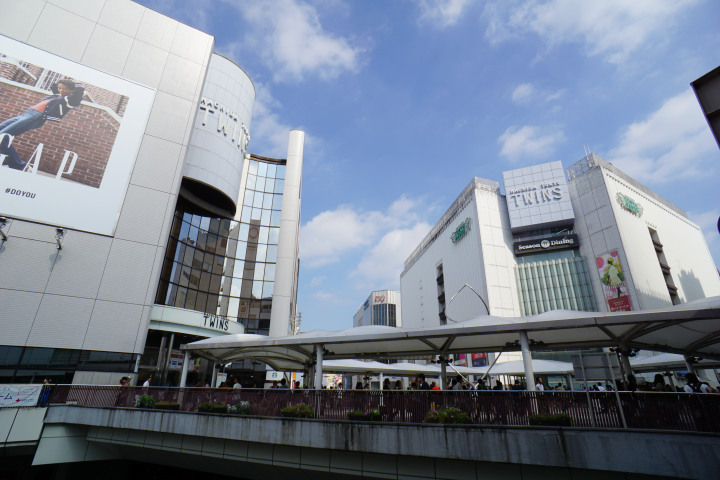
町田東急ツインズ
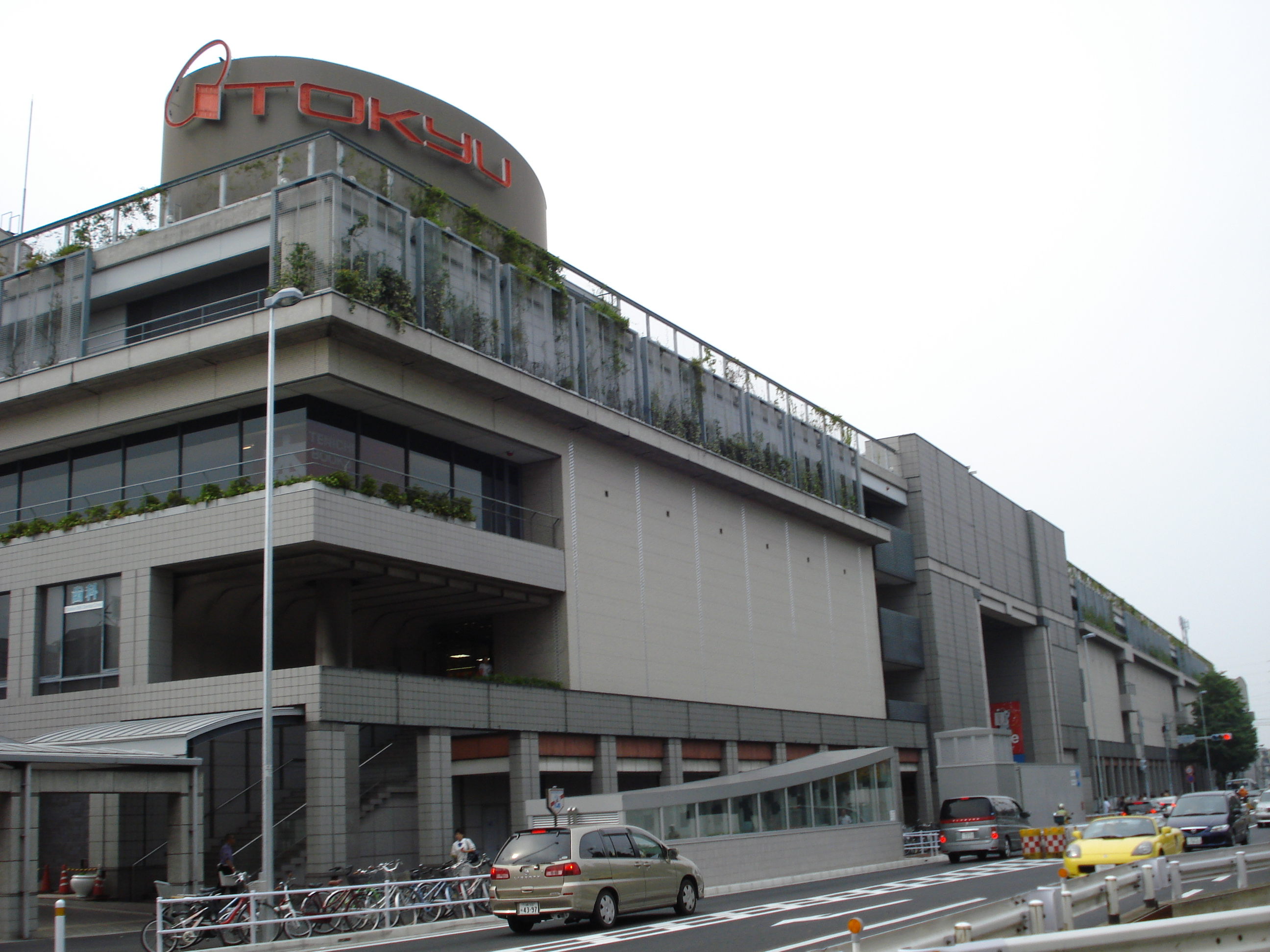
日吉東急avenue

### 子会社
渋谷地下街株式会社
- 1957年12月「渋谷地下街」開業。

株式会社東急タイム
- 高級時計、宝飾品販売。東急百貨店及び丸広百貨店に出店。

株式会社セントラルフーズ
- 1957年「中央食品株式会社」として設立。1979年に東横食品工業・東横食堂と合併し「東急フーズ」（ミート事業部）となり、1994年、東急フーズの分社化により「セントラルフーズ」として再び独立。

1. 食肉類の加工・販売、ハム・ソーセージ類の製造・販売
2. 総菜、弁当類の製造・販売
3. 冷凍食品の製造、輸入ならびに販売

株式会社東急百貨店サービス
- ビルメンテナンス、人材派遣など。

かつての子会社
株式会社ながの東急百貨店
- 1958年11月「丸善銀座屋」創業（1961年2月「ながの丸善」に商号変更）。1966年12月、当社と業務提携。1970年9月「株式会社ながの東急百貨店」に商号変更。2021年5月に東急へ株式譲渡。
- 店舗：ながの東急百貨店
  - 長野市南千歳1-1-1：長野駅善光寺口、売場面積22,166 m2（2館合計、サテライトショップは含まず）。
  - 本館（地上8階（8階は屋上）地下1階）、別館Cher-Cher（シェルシェ、地上7階（7階は屋上））本館と別館（新館）とは地上3階と5階で連絡通路で繋がっている。
    - サテライトショップ - 中野、更埴、上田（「上田東急イン」内）、松本

株式会社北長野ショッピングセンター
- 1990年5月「株式会社ながの東急ライフ」設立。同年11月「ながの東急ライフ」開店。2000年1月「株式会社北長野ショッピングセンター」に移管。ながの東急百貨店の子会社。
- 店舗：北長野ショッピングセンター ながの東急ライフ
  - 長野市吉田3-22-1：長野電鉄信濃吉田駅南。

株式会社クイーンズイースト（現・株式会社みなとみらい東急スクエア）
- 1997年2月「株式会社よこはま東急百貨店」設立。同年9月、よこはま東急百貨店「クイーンズイースト」（現・みなとみらい東急スクエア）開業。2004年6月「株式会社クイーンズイースト」に商号変更。2016年10月に同じ東急グループの東急モールズデベロップメントの子会社となった（なお、2018年1月「株式会社みなとみらい東急スクエア」に再度商号変更）。
- 店舗：クイーンズイースト（現・みなとみらい東急スクエア）
  - 横浜市西区みなとみらい2-3-2クイーンズスクエア横浜内 ： 横浜高速鉄道みなとみらい駅、地上4階地下1階・売場面積1,797 m2。
  - 日本百貨店協会非加盟店舗。

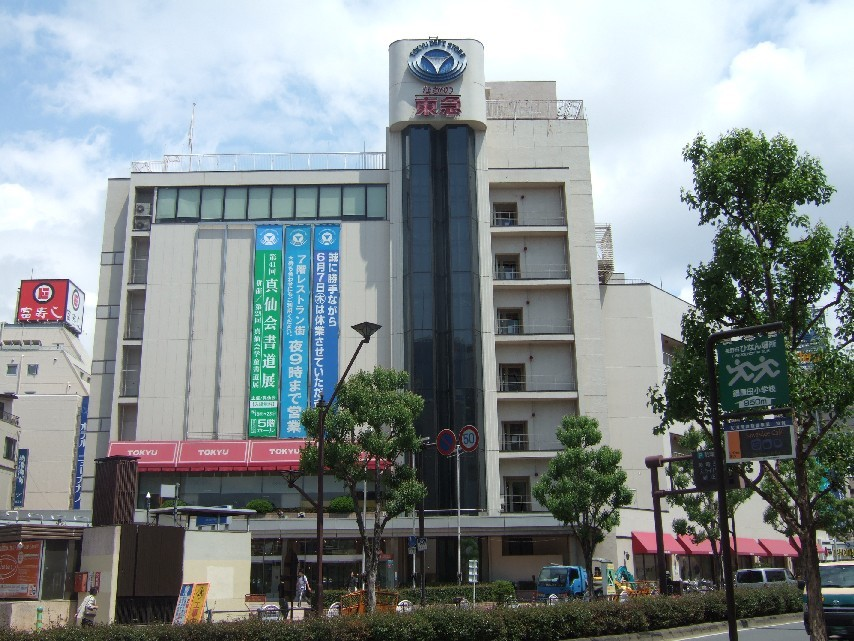
ながの東急百貨店本館

## 過去に存在した店舗

### 日本国内
本店
- 渋谷区道玄坂2-24-1：地上9階（9階は屋上）地下3階、売場面積35,367 m2。1967年11月1日開店。2023年1月31日閉店。

東横店
- 渋谷区渋谷2-24-1：西館（B1-10F）+南館（B1-8F）売場面積19,000 m2。1934年11月開店。2020年3月31日閉店[13]。
  - 西館 - 1954年に行われた増改築工事で、当時日本一高い11階建て（43 m）の建物となった。3階部分を貫通するように東京メトロ銀座線の駅がある関係で、3階部分には百貨店としての売場は無かった。
  - 南館
  - 東急フードショー TOKYU Food Show
2000年4月7日、「食」を「流行」「ファッション」として捕らえ直した「食のテーマパーク」をコンセプトにリニューアルされた食品売場で、東横店西館・南館の地下1階に開設された。投資額は12億円、売り場面積も約40 %増床。
  - 東館 - 地上8階（8階は屋上）地下1階（2013年3月31日閉館）
  - 東横のれん街 - 現在は上述の渋谷ヒカリエ シンクス内に移転し営業中。

2020年1月22日時点の東横店
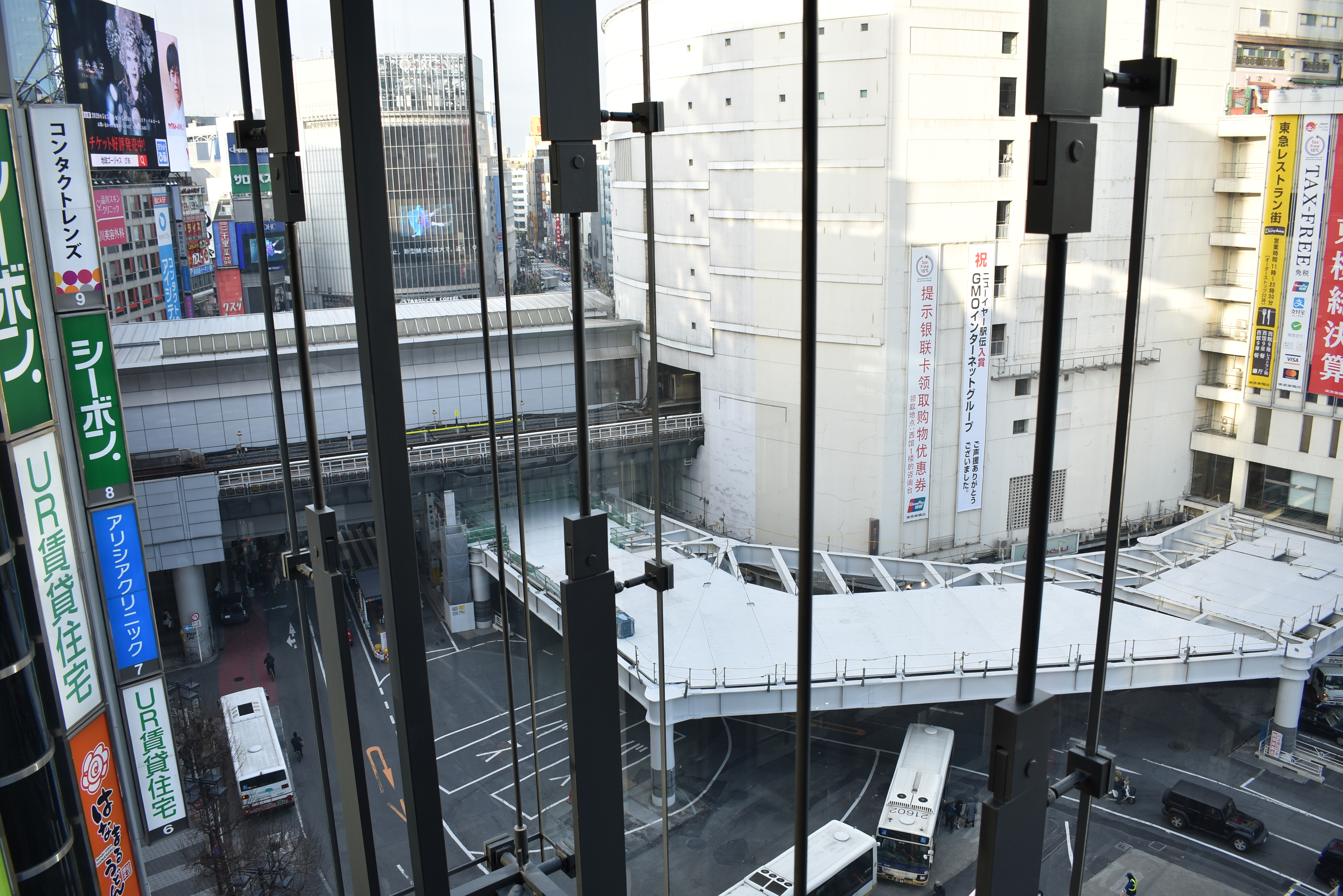
東京メトロ銀座線と東横店西館
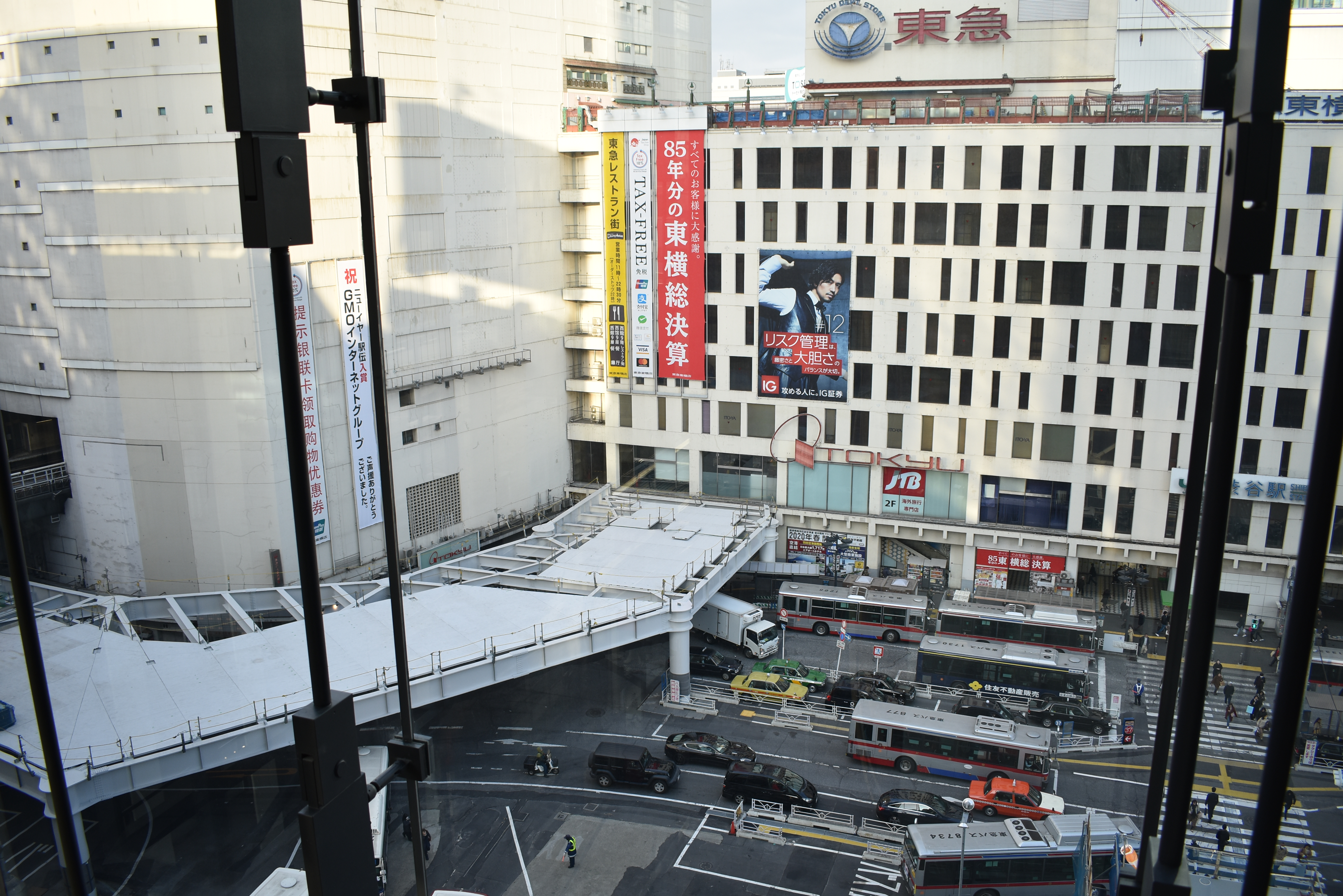
東横店西館と東横店南館
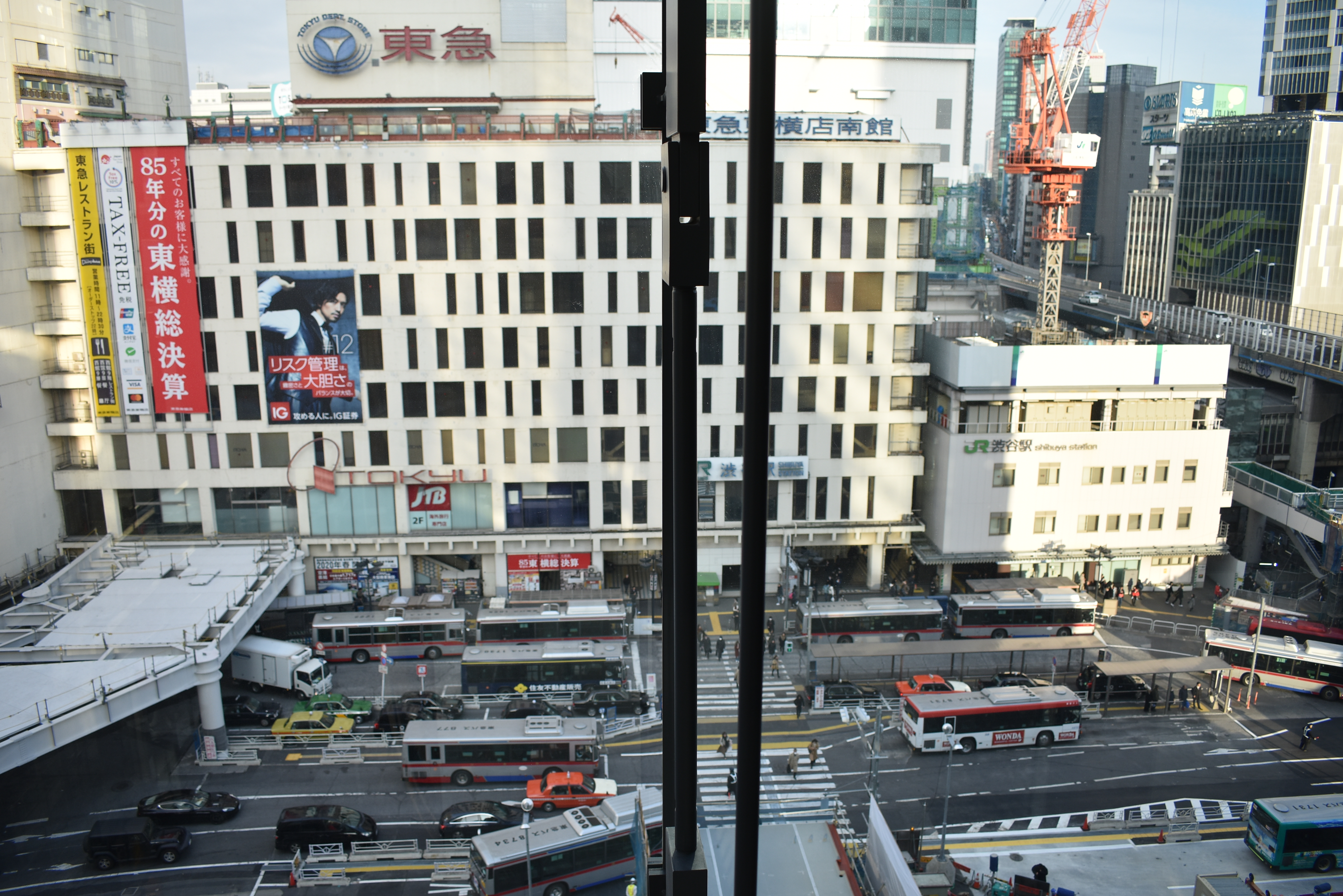
東横店南館
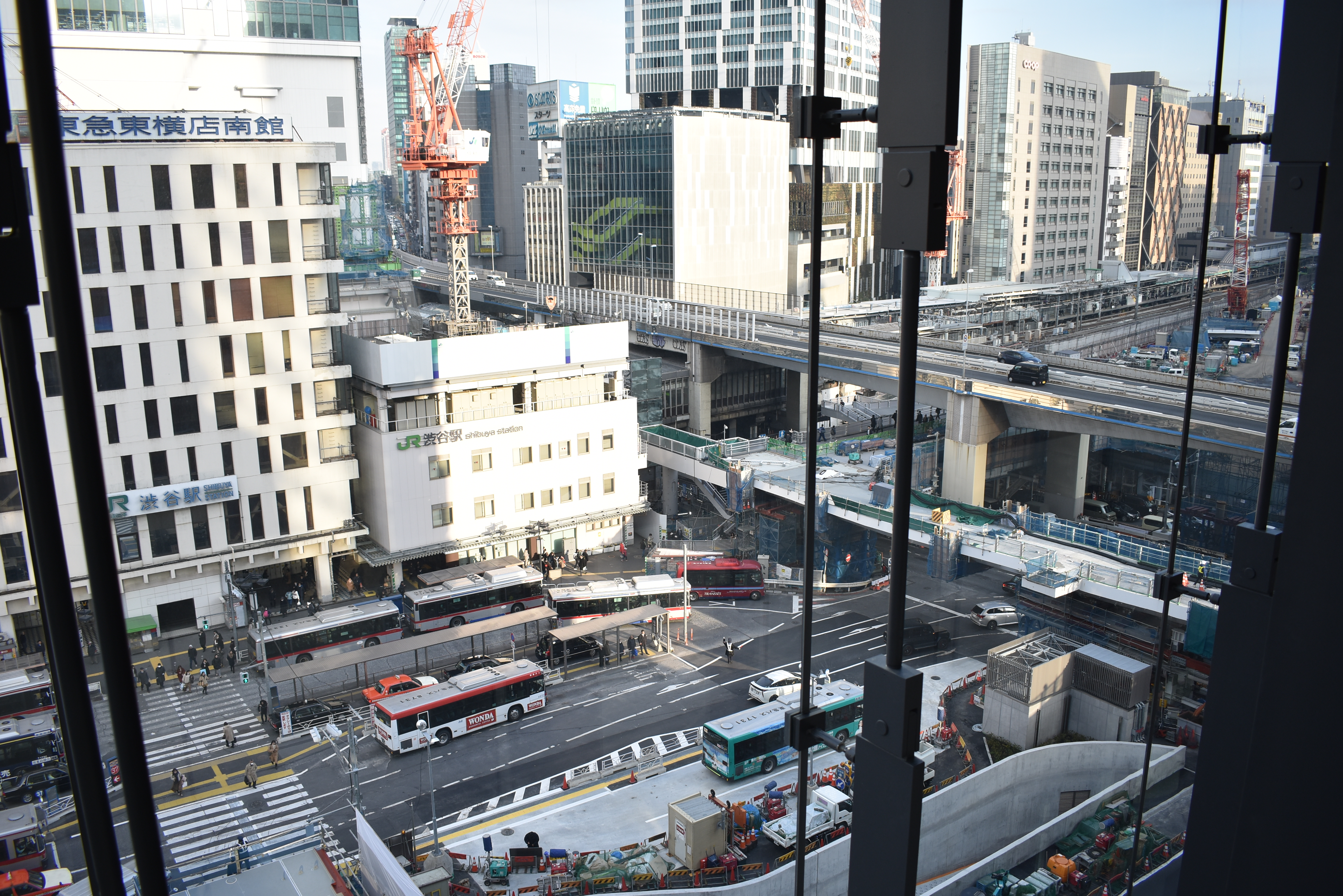
東横店南館と首都高速3号渋谷線

日本橋店、別館東急クロワゼ
- 中央区日本橋1-4-1
- 1662年「白木屋」創業。1958年8月1日合併。1999年1月31日閉店。

本店・別館「クロワゼしぶや」
- 2002年3月10日閉店

東横店・別館「123」
港北東急百貨店
- 横浜市都筑区茅ヶ崎中央5-1
- 1998年4月 「港北東急百貨店」及びTMD運営の「港北TOKYUショッピングセンター」開業。2006年3月 港北東急百貨店は食料品売場を残して撤退し専門店ビル「港北東急」となった。2011年に食料品売場も撤退、全面的にTMDのショッピングセンターとなる。

きたみ東急百貨店
- 北海道北見市大通西2-1：1982年8月開店。2007年10月31日閉店。売場面積16,000 m2。
- 跡地は北見市が買い取り「まちきた大通ビル」となった。

こもろ東急百貨店（ながの東急百貨店小諸店）
- 長野県小諸市相生町1-3-3：1983年11月開店。2002年4月30日閉店。売場面積4,562 m2。
- 跡地は有料老人ホーム「あすか小諸」として利用されている

おかや東急百貨店
- 長野県岡谷市中央町1-11-1：1997年9月26日開店。2002年4月30日閉店。売場面積10,000 m2。
- 跡地は岡谷市が買い取り、「イルフプラザ」となった。

東横百貨店目黒売店（小型店）
- 目蒲線目黒駅に併設。東横興業に移管。開店・閉店時期不明。

東横百貨店蒲田売店（小型店）
- 大田区西蒲田7-69-1
- 1937年12月開店。同時に東横興業に移管。池上線蒲田駅に併設。閉店時期不明。現・蒲田東急プラザ敷地。

東横百貨店新宿店（小型店）
- 新宿区新宿3-1-24 京王新宿駅
- 1950年6月30日にGHQの命令によりOSS（国内在留一般外人に対し、円で日用品を販売する業務）に転換。1954年11月9日閉店。現・京王新宿三丁目ビル。

東横百貨店池袋店
- 初の本格的な支店。1964年6月1日、不振のため隣接の東武百貨店に営業譲渡。現・東武百貨店本店1・2番地。

東横百貨店平塚店
- 1939年、「飯島デパート」を東横興業が買収。1952年4月6日閉店。

東横百貨店熱海店
- 1940年、東横興業が開店。1951年11月15日閉店。

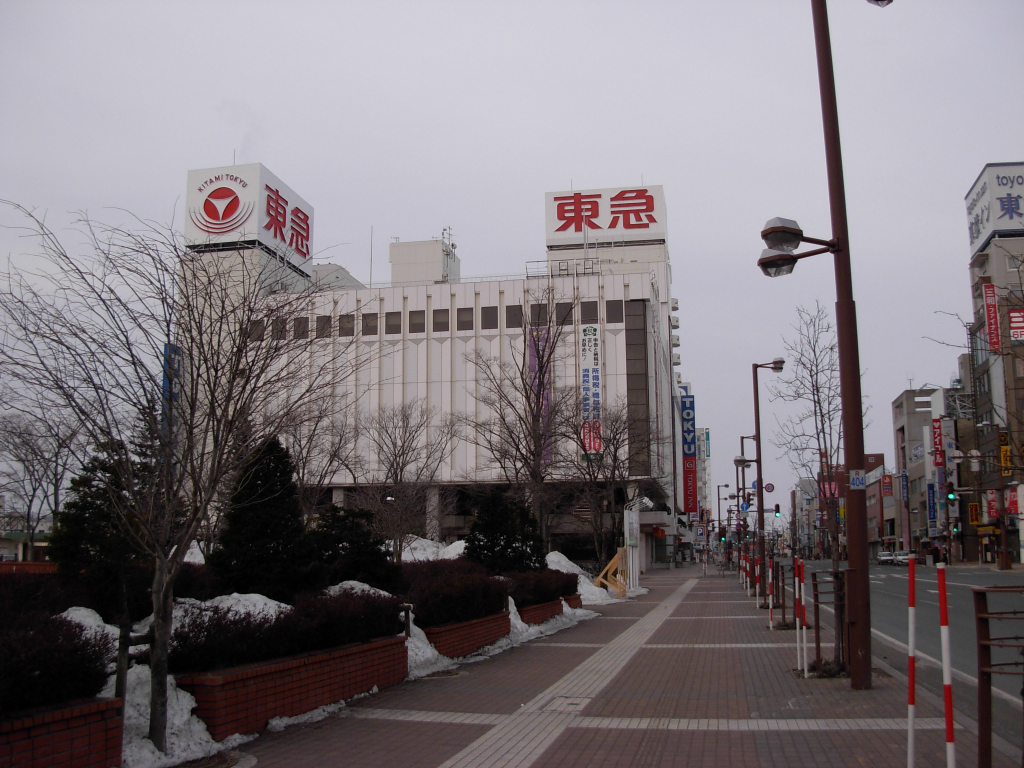
きたみ東急百貨店

### 日本国外
1998年、アジア通貨危機に端を発して赤字になった海外事業からの撤退を決定。順次閉店していった。バンコク東急百貨店が日本国外で唯一の店舗になっていたが、新型コロナウイルスの感染拡大による渡航制限の影響が大きく、バンコク東急百貨店も2021年1月31日に閉店となり日本国外から完全に撤退した。
香港東急百貨（香港）
- （北京語読み：シャンカン・トンジー・パイフォ）
- 九龍尖沙嘴梳士巴利道18-24 MTR尖東駅 新世界中心 New World Centre
- 1982年開店。1999年8月1日閉店。
- 新世界百貨 New World Department Store 1993年設立。2008年7月13日閉店。（スーパーneedsは2010年3月26日まで営業）[20] 新世界百貨は中国本土の店舗を拡大している。

永琦百貨事業股份（永琦東急百貨）（台湾）
- （北京語読み：ヨンチー・パイフォ、英語表記:Evergeen Department）
- 遠東 Far Eastern、來來 Lai Lai と並ぶ台湾の三大老舗百貨店だった。
  - 本店： 台北市中山区南京東路二段6
- 1975年11月29日、大永興業との合弁会社設立・開業。2002年9月閉店・会社解散。
  - 敦化店： 台北市大安区敦化南路一段246
- 1988年12月25日開店。1996年6月30日閉店。1994年9月16日より太平洋SOGO台北敦化館。
  - 台中店： 台中市中区自由路二段63
- 1986年7月15日開店。 1999年6月15日閉店[21]。

シンガポール東急百貨店（シンガポール） Tokyu Department Store (Singapore) Pte Ltd
- Marina Square , 6 Raffles Boulevard, Singapore
- シンガポール最大のショッピング・モール「マリーナ・スクエア」に出店。同モールは超一流ホテルを擁した高級ゾーン。
- 1987年10月8日開店。撤退済み。スクエアが2004年にリノベーションを実施したため痕跡はなし。
- 1994年6月 東急シーンTokyu Scene開店。 撤退済み。
- 東急グループは2007年3月29日、スクエアにあった「パン・パシフィック・ホテル・アンド・リゾーツ」（マリーナ・センター・ホールディングスとの合弁）の株式も手放して全面撤退となった[22]。

バンコク東急百貨店ラチャダ店（タイ） Ratchada
- 1993年11月開店。同地区は1990年代に新都心計画が進められていたが、通貨危機により頓挫。大型スーパーや風俗店が並ぶ猥雑な地域となってしまった。が、2004年バンコク・スカイトレイン開通で状況は一変。日本人も住むようになってきた。カルフール（フランス）、ロビンソン（地場セントラル・グループ）が進出し、サイアム・ジャスコ（イオンタイランド）は撤退することになった。

バンコク東急百貨店パラダイスパーク店（タイ） Paradise park bangkok
- 2015年6月19日開店。東急百貨店としては約20年ぶりとなる海外店舗で、パラダイスパークショッピングセンター地上1・2階に賃借面積約1万3,000平方メートルの店舗として出店[11]。「上質な生活を提案する、ライフスタイル型百貨店」をコンセプトに、主に近隣居住者をメインターゲットとしてきたが、思うように集客ができず[10]、2019年1月末日をもって閉店した[9]。

シロキヤ・インコーポレイテッド（ハワイ） Shirokiya inc.
- 1959年10月29日 - 会社設立。リバティ・ハウスLiberty Houseにて開業。
- 1966年 - アラモアナ・センター (Ala Moana Center) へ移転[23]。
- 2001年 - 東急百貨店は海外事業からの完全撤退を決定。現地在住 日系人中心に存続運動を展開。3万人の署名が集まった。3月30日、東急百貨店元社員やシロキヤ現社員らで「シロキヤ・ホールディング」（Shirokiya Holding LLC）設立。全株式をホールディングスに1ドルで売却。アラモアナ・センター店のみが東急グループから独立した会社として再出発することになった[24]。
- 2003年 - アラモアナ・センター賃貸契約更新。
- 2011年 - リノベーションにより「屋台村」YATAIMURAR登場。
  - アラモアナ店 Ala Moana
    - 1450 Ala Moana Blvd., #2250 Honolulu,, Hawaii 存続。

  - パールリッジ店（パールリッジ・センター内）Pearlridge
    - 98-1005 Moanalua Rd., #231, Aiea,, Hawaii：1981年開店。2001年5月閉店。

  - マウイ店（クィーン・カアフマヌ・ショッピング・センター内）Maui
    - 275 W Kaahumanu Ave, Kahului,, Hawaii：1973年開店。2001年3月閉店。

バンコク東急百貨店（タイ）
- บริษัท กรุงเทพ - โตคิว สรรพสินค้า จำกัด（英文表記：BANGKOK - TOKYU Department Store Co., LTD.、持分法適用会社）
- バンコク・スカイトレイン国立競技場駅スカイウォーク直結。MBKセンター1-4階アンカーテナント。1985年開店。
- MBK（マーブンクロン）センターは1-7階まで2500以上のショップがひしめく人気モール。
- 店内には資生堂、カネボウ化粧品、コーセー、ワコール、サンリオのコーナーがある。
- 2021年1月31日に閉店となった[14][25]。

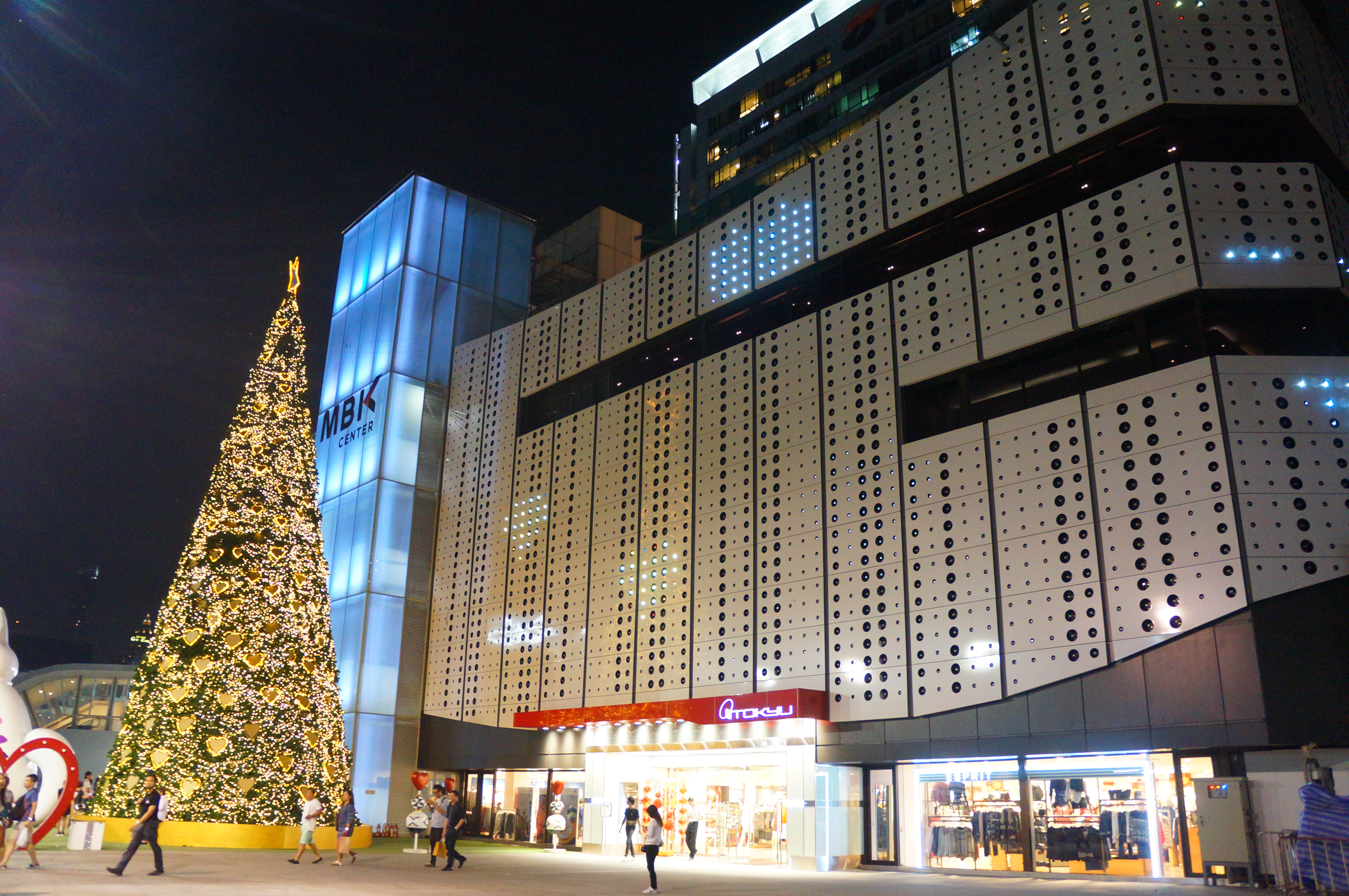
バンコク東急百貨店

## 実現しなかった店舗

### 幕張新都心店
海浜幕張駅近くにあるタウンセンター地区に出店する計画がアメリカのブルーミングデールズとの提携で進められていたが、諸事情により、内定が取り消された。

### 広島店
広島駅南口再開発計画Bブロックに進出する計画があったが、入札で西武百貨店に敗れた。

## 商標
東横百貨店
- 東京横浜電鉄の社章と同一。「TOYOKO」を組み合わせた形。

白木屋
- 手斧を交差させた形。材木商として開業したことによるもの。現在はハワイのシロキヤ・ホールディング・LLCが保有。

東急百貨店
- 2代目 - 東急の頭文字「T」のなかに、鳥（コマドリ）と花（つつじ）が入ったデザイン。“木に花が咲き、鳥が歌う楽しいスイートホーム”を意味している。
- 3代目 - 東京急行電鉄ならびに東急グループの共通マーク。
- 4代目 - 楕円と平行四辺形を組み合わせたアルファベットの"Q"。

## 会員組織
- 東急ファミリークラブ（とうきゅうファミリークラブ、英称：Tokyu Family Club）
  - 積立金優待制度で、毎月一定額を12ヶ月間積立てると、1年後には「積立て総額に1ヶ月分」加算された金額が利用できる。
  - 運営は東急だが、事務局は東急百貨店の本社内にある。
- 東急百貨店ブライダルクラブ
- リクルートクラブ

## 環境問題への取組み

### ISO 14001
- 2003年度 - 2004年（平成16年）2月27日に東急百貨店本社（鷺沼物流センター除く）及び法人外商事業部が「ISO 14001」を認証取得。
- 2004年度 - 子会社の東急百貨店サービス（本社の一部）、鷺沼物流センターが認証収得。
- 2006年度 - 渋谷・本店、通信販売事業部、東急百貨店サービス本社、東急百貨店健康保険組合が認証収得。
- 2007年度 - 2008年2月に審査機関の定期検査を受け、ISO 14001:2004規格に基づく環境マネジメントシステムが、継続して有効であると判定を受ける。
- 2008年度 - 吉祥寺店が認証取得。札幌店の認証収得にむけ「ISO 14001環境マネジメントシステム」構築準備を開始。

### エコスタンプカード
以前より東急百貨店の食品売場では、レジ袋を不要の場合には「スタンプカード」を発行し、一定のポイントで現金やポイントの還元等を店舗毎に付与していたが、2009年（平成21年）1月2日より「東急百貨店エコポイントカード」として統一した。

## 不祥事・問題
認知症高齢者への販売
認知症を発症した独り暮らしの女性に2006年からの4年半で約1100万円分の婦人服を販売したことで、2013年に東京地裁により240万円の返金を命じられた。女性は2010年に病院から「アルツハイマー型認知症で発症から5年ほど経過」と診断され、女性の弟が事情を説明し商品を売らないよう頼んだが百貨店側は販売を続けた。東急百貨店は「特定の病気の人にだけ販売を拒否することはできない」としている。

## 東急グループ 流通関連企業
東急モールズデベロップメント（TMD）
- 「東急スクエア」などのショッピングセンターを開発運営。

SHIBUYA109エンタテイメント
- ファッションビル「109」を運営。

東急ストア
- 「とうきゅう」などの5つの業態でスーパーマーケット・チェーンを展開。

東急ステーションリテールサービス
- 駅構内売店「toks」、10分間カットの「QBハウス」などを展開。

東急グルメフロント
- 旧西南東急百貨店系
- 東急沿線でのケンタッキーフライドチキン、ベーカリー、コーヒーショップ・チェーンのフランチャイズ店を運営。
- しぶそば、三宿 夢吟坊、さっぽろラーメン横丁 満龍等のチェーン展開。
- 「フードモール長津田」の運営。

東急不動産商業施設事業
- 「東急プラザ」、「マーケットパーク」、「マーケットスクエア」などを開発・運営。